# 체크메이트 유형
체크메이트 유형은 체크메이트를 시키는 정형화된 유형이다.

## 룩 두 개
룩이나 퀸 두 개를 이용한 체크메이트이다. 룩 두 개나 퀸 두 개를 이용해 킹의 데드라인을 연속해서 긋는 것으로 상대방이 가장자리로 가게 유도해야 한다.

## 룩과 킹
룩메이트, 박스메이트라고 한다. 룩은 킹의 활동범위를 계속해서 제한시키고 킹은 상대킹이 갈수 있는 길을 차단하는 것으로 체크메이트 시킬 수 있다. 상대킹은 되도록 가장자리로 유도해야 한다.

## 퀸과 킹
퀸메이트라고 한다. 룩메이트보다 더 쉽게 체크메이트를 시킬 수 있다. 퀸은 룩보다 이동범위가 비교적 넓기 때문이다.

## 비숍 두 개
킹의 도움이 필요하다. 비숍 2개로 대각선을 통제하면 된다

## 비숍과 나이트
기본 체크메이트 중 가장 어렵다.

## 나이트 두 개 이상
나이트 두 개로는 스테일메이트를 강제할 수 있지만 체크메이트로 몰 순 없다. 나이트가 3개 이상이라면 체크메이트로 몰 수 있다. 또한 상대가 킹 외에 다른 기물을 가지고 있다면 그것도 체크메이트로 연계 가능하다.

## 같이 보기
- 바보 메이트
- 번개 메이트